# ABS-CBN Corporation
ABS-CBN Corporation (allgemein bekannt als ABS-CBN) ist ein philippinisches Medienkonglomerat, mehrheitlich im Besitz der Lopez-Familie und war lange Zeit der größte Medienkonzern des Landes. Nach dem Verlust der Sendelizenz im Jahr 2020 lag der Jahresumsatz 2021 noch bei 17,8 Mrd. PHP. Ende 2021 waren 54,94 % der Stammaktien im Besitz der Lopez Inc., 42,72 % im Besitz der PCD Nominee Corporation und die restlichen Aktien befanden sich im Streubesitz. Bei den Vorzugsaktien liegt der Anteil der Lopez Inc. bei 98,71 %, der Rest ist im Streubesitz.
Das Unternehmen wurde am 13. Juni 1946 gegründet. Der Hauptsitz befindet sich am ABS-CBN Broadcasting Centre an der Sgt. Esguerra Ave., Mother Ignacia St., Quezon City. Das Unternehmen ist im Philippine Stock Exchange Index an der Philippinischen Börse gelistet.

## Geschichte

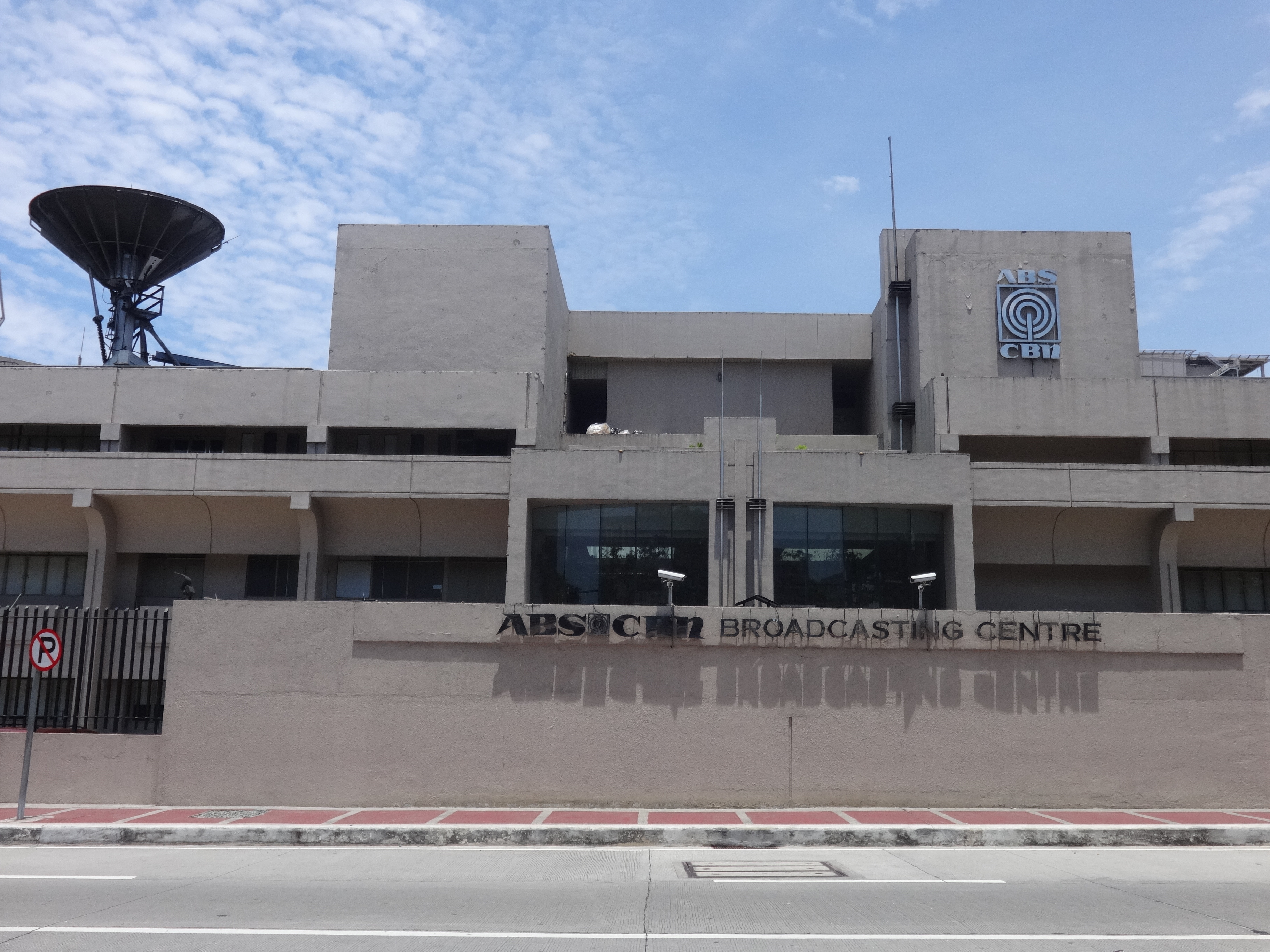
ABS-CBN Broadcasting Centre, der Hauptsitz in Quezon City

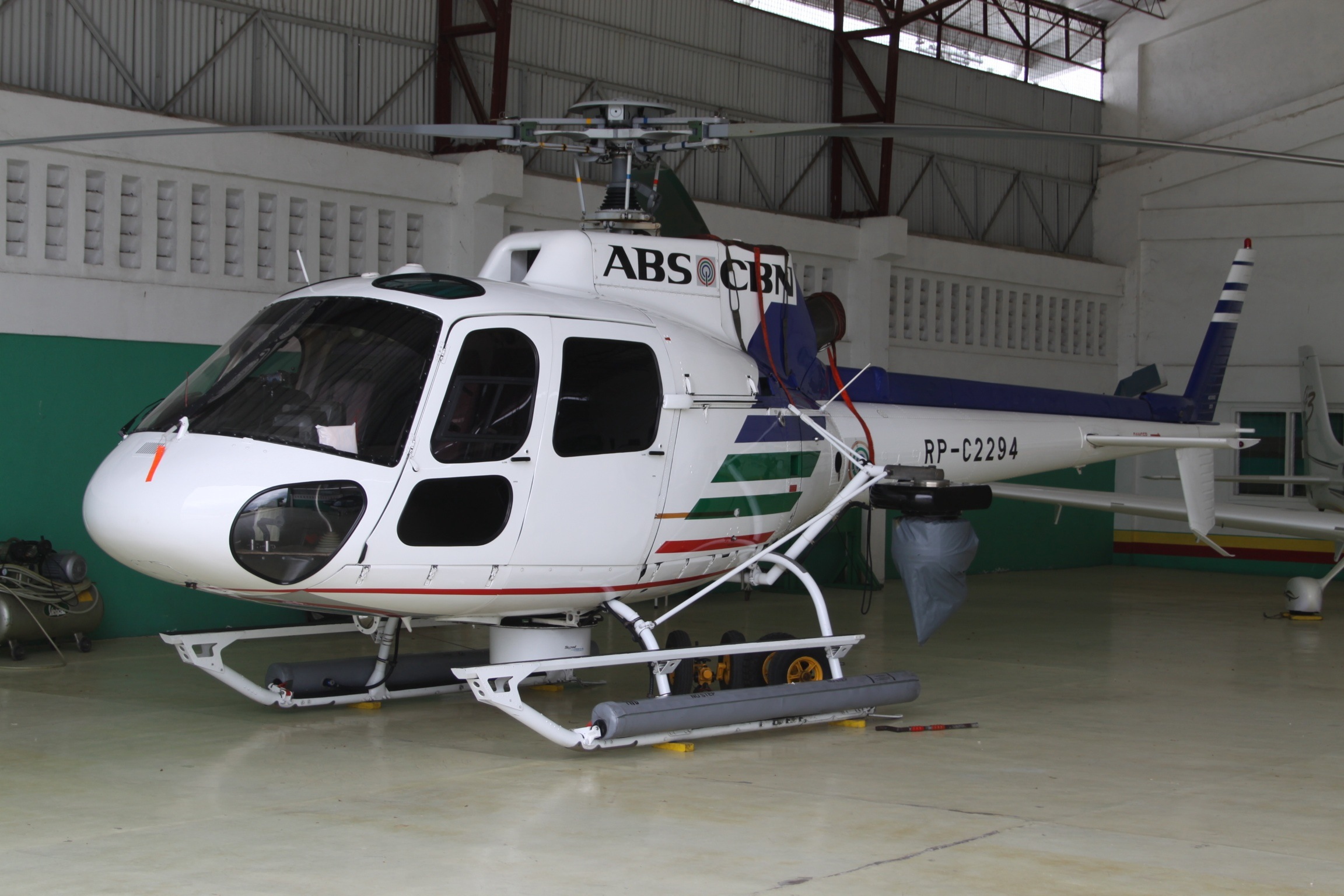
Hubschrauber von ABS-CBN

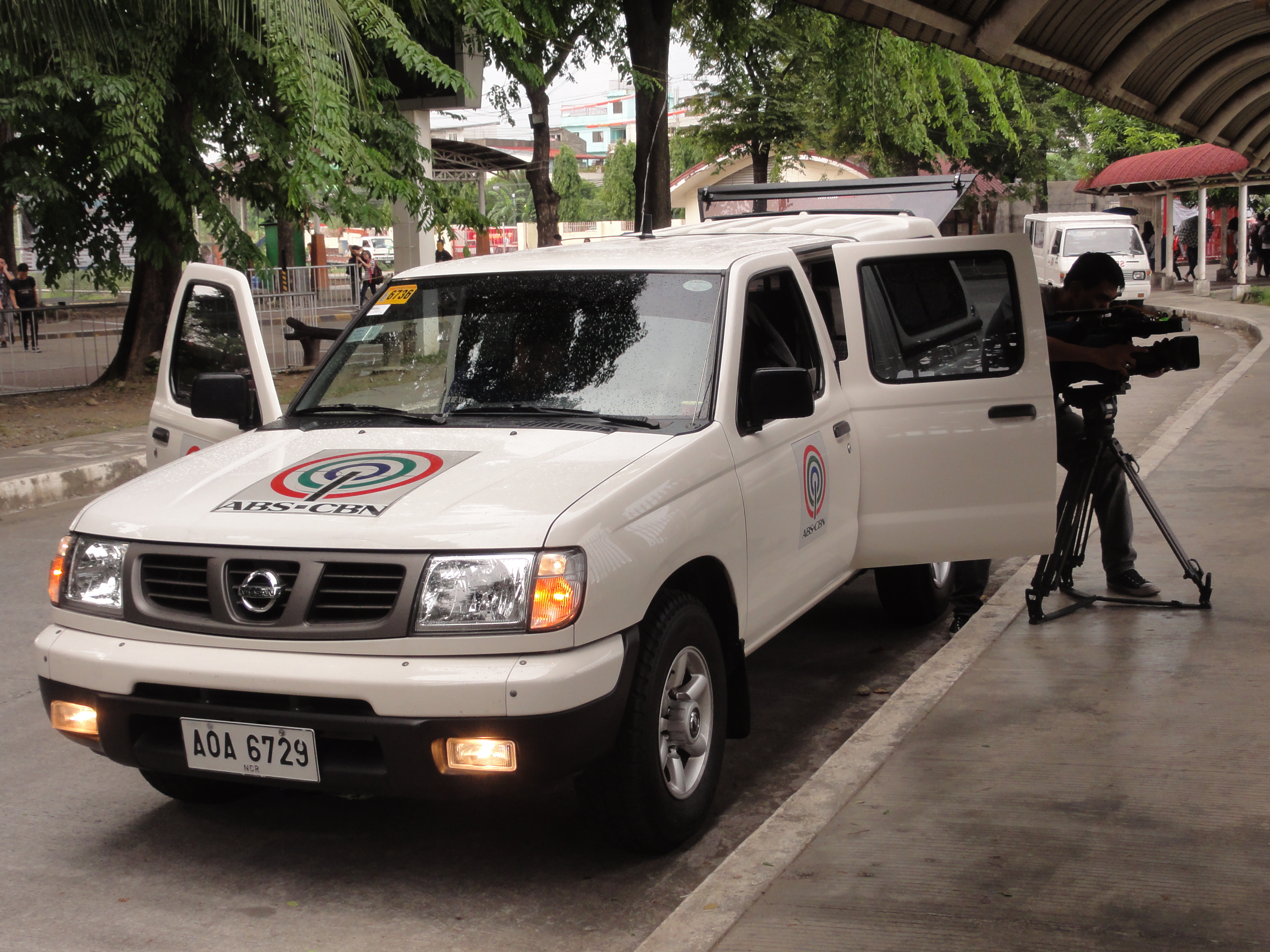
Fahrzeug von ABS-CBN

Die Firma wurde 1946 als Bolinao Electronics Corporation (BEC) gegründet, damals noch als Montagefirma für Funkausrüstung und -geräte. Im Jahr 1952 wurde der Firmenname geändert auf Alto Broadcasting System (ABS) und man begann 1953 mit der Einrichtung des ersten Fernsehsenders des Landes. Im Jahr 1956 gründete Don Eugenio Lopez Sr. die Radiostation Chronicle Broadcasting Network (CBN), und nur ein Jahr später, 1957, kaufte Don Eugenio Lopez Sr. ABS. In den folgenden Jahren wurden die beiden zunächst parallel als zwei selbständige Firmen weiterbetrieben, bis schließlich am 1. Februar 1967 der Betrieb von ABS und CBN zusammengelegt wurde und daraus die ABS-CBN Broadcasting Corporation entstand. Während der Diktatur von Ferdinand Marcos musste ABS-CBN mit Verhängung des Kriegsrechts im September 1972 den Sendebetrieb einstellen, da der Sender von der Regierung in Besitz genommen wurde. Eine Wiederaufnahme des kommerziellen Sendebetriebs konnte erst nach dem Ende der Diktatur mit der EDSA-Revolution 1986 erfolgen. Am 16. August 2010 schließlich erhielt die Firma ihren heutigen Firmennamen ABS-CBN Corporation. Mit der Streichung des Begriffs Broadcasting (Rundfunk) sollte das breitere Geschäftsinteresse der Firma zum Ausdruck gebracht werden, die sich in den zurückliegenden Jahren auch in andere Geschäftsbereiche erweitert hatte, wie beispielsweise Kabel- und Satellitenfernsehen (SKYCable), Musik, Künstlermanagement, Online-Dienste und einiges mehr.
Die 1987 zum ersten Mal ausgestrahlte Nachrichtensendung TV Patrol entwickelte sich schnell zu einer der Hauptnachrichtensendungen des Landes und wurde zu einer Art Aushängeschild des Senders.
Mit The Filipino Channel (TFC), einem 24-Stunden Auslandsprogramm ist ABS-CBN auch international in über 200 Ländern vertreten, entweder durch eigene internationale Tochtergesellschaften oder mittels Partnern. Zielgruppe sind vorwiegend die über 10 Millionen im Ausland lebenden oder arbeitenden Filipinos.

## Verlust der Lizenz 2020

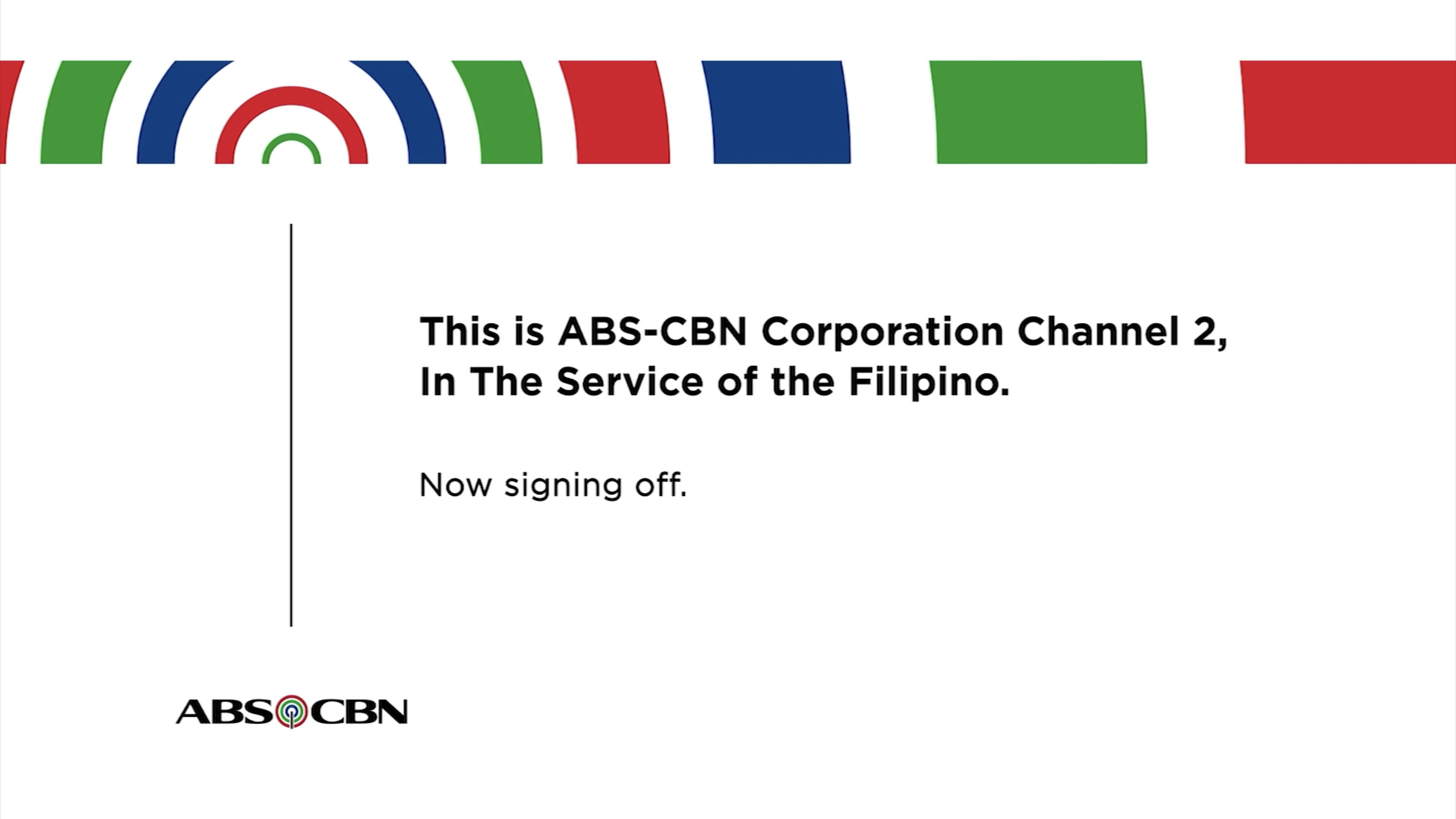
Die letzte Nachricht von ABS-CBN (DWWX-TV Manila) vor der Schließung am 5. Mai 2020

Nachdem am 4. Mai 2020 eine 25 Jahre währende Lizenz offiziell ausgelaufen war, verlor der als regierungskritisch geltende Sender seine Sendelizenz. Präsident Rodrigo Duterte hatte zuvor mehrfach gedroht, dem Sender die Lizenzerneuerung zu verweigern. Der frühere Vizepräsident Jejomar Binay erinnerte daran, dass der Sender schon einmal geschlossen worden war: „Wir können darüber streiten, wer mehr Verantwortung für die Schließung von ABS-CBN trägt. Aber wir können nicht verneinen, dass der Tag, an dem der Sender vor 48 Jahren off air ging, der Tag war, an dem die Demokratie starb.“ Damals im September 1972 hatte Ferdinand Marcos das Kriegsrecht verhängt und das Land anschließend bis 1986 diktatorisch regiert.
Der jetzigen Abschaltung vorangegangen war eine Abstimmung im House of Representatives über die Verlängerung der Sendelizenz von ABS-CBN, die mit 11 zu 70 Stimmen gegen eine Verlängerung endete. Zur Begründung wurden diverse Punkte angeführt, unter anderem die duale Staatsbürgerschaft des damaligen Vorsitzenden der ABS-CBN Corporation Eugenio Gabriel Lopez, der neben der philippinischen auch die US-amerikanische Staatsbürgerschaft besitzt. Daraus wurde eine mangelnde Loyalität gegenüber dem Land abgeleitet. Auch wurden Vorwürfe laut, ABS-CBN habe mit der Ausgabe von philippinischen Hinterlegungsscheinen, die eine Beteiligung ausländischer Investoren an der ABS-CBN Corporation ermöglichten, möglicherweise gegen die Verfassung von 1987 verstoßen. Auch wurden Verstöße gegen das Arbeitsrecht vorgebracht, so habe ABS-CBN zu viele temporär Beschäftigte und zu wenig Angestellte in regulären Beschäftigungsverhältnissen. Des Weiteren war von Steuerunregelmäßigkeiten und von voreingenommener Berichterstattung sowie Einmischung in die Politik des Landes die Rede. ABC-CBN selbst geht von politisch motivierten Gründen aus. Im September 2020 verabschiedete das Europäische Parlament eine Resolution, in dem die Philippinische Regierung unter anderem aufgefordert wurde, die Sendelizenz von ABS-CBN zu erneuern, man beobachte einen alarmierenden Schwund der Pressefreiheit im Land.
Am 26. August 2020 verkündete ABS-CBN, dass am 28. August 2020 alle 12 regionalen Büros des Senders ihre letzte Nachrichtensendung senden. Diese waren nach Verlust der Sendelizenz zunächst noch über die sozialen Netzwerke Facebook und Youtube verbreitet worden. Von den 21 landesweiten regionalen Sendestationen werden mit Ausnahme von Baguio, Cebu und Cagayan de Oro alle geschlossen. Laut einem Sprecher von ABS-CBN Regional verloren damit viele Menschen in entlegenen Gebieten des Landes den Zugang zu Informationen über aktuelle Geschehnisse, auch Warnungen und Informationen zu Wetterereignissen wie Taifunen, da diese Gegenden häufig nicht von den Sendesignalen anderer Stationen erreicht werden.
Nach dem Verlust der Sendelizenz konzentriert sich ABS-CBN auf die Geschäftsbereiche, die ohne staatliche Lizenz betrieben werden dürfen, unter anderem das Satelliten- und Kabelgeschäft, sowie Internet- und Streamingdienste. Viele beliebte Sendungen, welche zuvor im ABS-CBN Hauptprogramm terrestrisch gesendet wurden, laufen nun im neu geschaffenen Kabel-Programm Kapamilya Channel, darunter auch die Nachrichtensendung TV Patrol. Diese wird zudem über die eigene Internetseite gestreamt.
Ab Januar 2021 ging ABS-CBN zudem eine Partnerschaft mit dem Sender TV5 ein und einige der beliebten TV-Shows von ABS-CBN wurden fortan von TV5 ausgestrahlt, beispielsweise die Sonntagsmittag-Show ASAP Natin ‘To. Als Folge der reduzierten Geschäftstätigkeit nach Verlust der Sendelizenz verloren etwa 11.000 beim Sender Beschäftigte ihren Arbeitsplatz.
Im August 2022 wurde bekannt, dass die ABS-CBN Corporation eine Investitionsvereinbarung mit dem philippinischen Sender TV5 und dessen Muttergesellschaft MediaQuest Holdings Inc. unterzeichnet hat. ABC-CBN wolle einen Anteil von 34,99 Prozent an TV5 erwerben, sowie eine Option auf weitere Anteile, die künftig eine Erhöhung des Anteils auf 49,92 Prozent ermöglichen würden. Ein Sprecher der National Telecommunications Commission NTC (Nationale Telekommunikationskommission) kündigte an, dass man den Zusammenschluss und damit die Rückkehr ABS-CBNs ins freie Fernsehen mit allen verfügbaren Mitteln der Regierung, einschließlich des Justizministeriums, aufs genaueste prüfen werde. Am 2. September 2022 jedoch erschien die Nachricht, dass die Investitionsvereinbarung zwischen ABS-CBN und TV5 widerrufen wurde. Dies geschah inmitten von Diskussionen im Parlament, in denen sich dieselben Abgeordneten gegen den Zusammenschluss aussprachen, die bereits 2020 gegen die Verlängerung der Sendelizenz lobbiiert hatten.

## Fernsehsender

### Inland
Aktuell
- ABS-CBN News Channel
- Cine Mo!
- Cinema One
- Jeepney TV
- Kapamilya Channel
- Knowledge Channel
- Metro Channel
- Myx
- TeleRadyo Serbisyo (im gemeinsamen Besitz mit Prime Media Holdings)

Früher
- ABS-CBN
  - DWWX-TV (Manila)
  - D-3-ZO-TV (Baguio)
  - DZAD-TV (Batangas)
  - DYPR-TV (Puerto Princesa)
  - DZNC-TV (Naga)
  - DYAF-TV (Iloilo)
  - DYXL-TV (Bacolod)
  - DYCB-TV (Cebu)
  - DYAB-TV (Tacloban)
  - DXCS-TV (Cagayan de Oro)
  - DXAS-TV (Davao)
  - DXZT-TV (General Santos)
  - DXLL-TV (Zamboanga)
- ABS-CBN Regional Channel
- ABS-CBN Sports and Action (S+A)
  - DWAC-TV (Manila)
  - DYAC-TV (Cebu)
  - DXAB-TV (Davao)
  - DXFH-TV (Zamboanga)
- Asianovela Channel
- Balls
- CgeTV
- DZMM TeleRadyo / TeleRadyo
- DYAB TeleRadyo (Cebu)
- DXAB TeleRadyo (Davao)
- Hero
- Lifestyle Network
- Liga
- Maxxx
- Movie Central
- O Shopping
- PIE (im gemeinsamen Besitz mit Broadcast Enterprises and Affiliated Media)
- Studio 23
- Tag
- Velvet
- Yey!

### Ausland
Aktuell
- ANC Global
- Cinema One Global
- Cine Mo! Global
- Myx Global
- TeleRadyo Serbisyo Global
- The Filipino Channel

Früher
- ABS-CBN Sports and Action International
- Bro
- Kapamilya Channel (internationaler Fernsehsender)
- Lifestyle Network USA
- Pinoy Central TV

## Radiosender
Aktuell
- DWPM Radyo 630 (Manila, im gemeinsamen Besitz mit Prime Media Holdings)
- MOR Entertainment
- MyxRadio

Früher
- AM (Radyo Patrol)
  - DZMM Radyo Patrol 630 (Manila)
  - DYAP Radyo Patrol 765 (Palawan)
  - DYAB Radyo Patrol 1512 (Cebu)
  - DXAB Radyo Patrol 1296 (Davao)
- FM (My Only Radio)
  - MOR 101.9 My Only Radio For Life! (Manila)
  - MOR 101.1 My Only Radio MORe Na Ron! (Davao)
  - MOR 103.1 My Only Radio Dayta Ah! (Baguio)
  - MOR 101.5 My Only Radio Sikat! (Bacolod)
  - MOR 99.9 My Only Radio Sikat! (Puerto Princesa)
  - MOR 93.5 My Only Radio Yan ang MORe! (Naga)
  - MOR 93.9 My Only Radio Pirmi Na! (Legazpi City)
  - MOR 94.3 My Only Radio Araratan! (Dagupan)
  - MOR 94.3 My Only Radio Sikat! (Tacloban)
  - MOR 91.1 My Only Radio Abaw Pwerte! (Iloilo)
  - MOR 97.1 My Only Radio Lupig Sila! (Cebu)
  - MOR 98.7 My Only Radio Nah Ese Vale! (Zamboanga)
  - MOR 91.9 My Only Radio Chuy Kay' Bai! (Cagayan de Oro)
  - MOR 95.5 My Only Radio Ditoy Latta! (Laoag)
  - MOR 92.7 My Only Radio For Life! (General Santos)
  - MOR 95.1 My Only Radio For Life! (Cotabato)
  - MOR 99.7 My Only Radio For Life! (Sofronio Española)
  - MOR 91.3 My Only Radio For Life! (Isabela)

## Internet
- Filipino On Demand
- iWantTFC
- Kapamilya Online Live
- MOR TV
- News.ABS-CBN.com

## Tochtergesellschaften
- ABS-CBN Center for Communication Arts, Inc. (Star Magic)
- ABS-CBN Convergence
  - ABS-CBN TV Plus
  - ABS-CBNmobile (Joint Venture mit Globe Telecom, geschlossen)
  - ABS-CBN TV Plus Go (geschlossen)
- ABS-CBN Digital Media
- ABS-CBN Film Productions, Inc. (Star Cinema)
  - Black Sheep
  - Sine Screen (geschlossen)
  - Skylight Films (geschlossen)
  - Star Creatives
- ABS-CBN Foundation, Inc.
- ABS-CBN Global Ltd.
  - ABS-CBN Australia Pty. Ltd.
  - ABS-CBN Canada, ULC
  - ABS-CBN Global Hungary Kft.
  - ABS-CBN Japan, Inc.
  - ABS-CBN Middle East Free Zone LLC
  - ABS-CBN Middle East LLC
  - ABS-CBN Global Netherlands B.V.
- ABS-CBN International
- ABS-CBN Publishing, Inc.
- ABS-CBN Theme Parks & Resorts
  - ABS-CBN Studio Experience (geschlossen)
  - KidZania Manila (geschlossen)
- ACJ O Shopping Corporation (Joint Venture mit CJ ENM, geschlossen)
- Creative Programs, Inc.
- MediaSerbisyo Corporation (Joint Venture mit Prime Media Holdings)
- Play Innovations, Inc.
  - Play Innovations Hungary Kft.
- Roadrunner Network, Inc.
- Sarimanok News Network, Inc.
- Sky Cable Corporation
  - Sky Cable
  - Destiny Cable (geschlossen)
  - Sky Direct (geschlossen)
- Star Home Video
- Star Recording, Inc.
  - Star Music
  - Star Songs, Inc.

## Geschäftsbereiche
- ABS-CBN Film Archives
- ABS-CBN Licensing
- ABS-CBN News and Current Affairs
- ABS-CBN Regional
- ABS-CBN Sports (geschlossen)
- ABS-CBN Studios
  - Dreamscape Entertainment
- Cable Channels and Print Media Group
- Creative Communications Management Group
- Manila Radio Division
- Star Entertainment Group